# 姜一學
姜一學（？—17世紀），字元弢，號幼文，又號巢雲，山東濟南府濱州人，明朝、南明政治人物。

## 生平
天啟七年（1627年）丁卯科山東鄉試舉人，崇禎四年（1631年）成進士，户部观政，五年授行人司行人，十年行取考选，授兵部武選司主事，管理清黄，本年升员外郎，十一年养病回籍。
弘光時，陞兵部員外郎，和朱芾煌、吳國琦、劉若宜、徐天麟、周祚新、張印中、吳亮明、潘自得、王健、賀燕徵、黃衷赤、張大賡、張延祚、姚孫棐、金邦柱、黃泰來、黃鍾斗、李長似、張拱端、徐肇森、荊廷實、許士健、劉星耀、陳璧、董念陛共事，出仕八年內不貪求俸祿以外的財富。很快他辭官歸鄉，閉門終老。。

## 引用
1. ↑  《崇祯四年辛未科三百五十名进士履历》：姜一学，幼文，書三房，丁酉十一月二十六日生。滨州人，丁卯二十一，会五十二，三甲一百六十一名。户部政，壬申授行人，丁丑行取，考选，授武选司主事，管理清黄，丁丑升武选司员外，戊寅养病。曾祖潢，州判。祖栋，照磨。父照，廪生。
2. 1 2  錢海岳《南明史·卷三十一·列傳第七》：（弘光）時兵部先後司官之可紀者，為朱芾煌、吳國琦、劉若宜、徐天麟、姜一學、周祚新、張印中、吳亮明、潘自得、王健、賀燕徵、黃衷赤、張大賡、張延祚、姚孫棐、金邦柱、黃泰來、黃鍾斗、李長似、張拱端、徐肇森、荊廷實、許士健、劉星耀、陳璧、董念陛云。……一學，字效之，濱州人。崇禎四年進士。歷行人武選主事、員外郎歸，以壽終。
3. ↑  咸豐《濱州志·卷九·選舉》：天啟丁卯（舉人） 姜一學 見進士
4. ↑  乾隆《武定府志·卷二十四·清介》：姜一學，字效之，濱州人，崇貞辛未進士。除行人，遷兵部主事，轉員外郎；常職常俸外一無所營，歷仕八載，不異寒士。乞歸，閉戶絕跡，以壽終。